# Live at the Bottom of the Hill in San Francisco
Live at the Bottom of the Hill in San Francisco é o segundo álbum ao vivo da banda de punk rock Avail, lançado em 1998 pela gravadora Lookout! Records. Gravado em 1997 no bar Bottom of the Hill em São Francisco.

## Faixas
1. "South Bound 95" (Dixie) - 1:32
2. "Stride" (Satiate) - 2:55
3. "Order" (4am Friday) - 1:46
4. "Tuning" (Dixie) - 2:31
5. "Fix" (4am Friday) - 2:12
6. "FCA" (4am Friday) - 2:24
7. "Pinned Up" (Satiate) - 2:41
8. "Nickel Bridge" (Over the James - Inédita) - 1:46
9. "Simple Song" (4am Friday) - 3:07
10. "Clone" (Dixie) - 2:19
11. "Nameless" (4am Friday) - 3:22
12. "Scuffle Town" (Over the James - Inédita) - 1:19
13. "Blue Ridge" (4am Friday) - 3:55
14. "Virus" (Dixie) - 2:35
15. "Model" (Dixie) - 3:54